# Heliconius wallacei
Heliconius wallacei is een vlinder uit de familie Nymphalidae. De wetenschappelijke naam van de soort is voor het eerst geldig gepubliceerd in 1866 door Tryon Reakirt.